# Bluetick coonhound
Bluetick coonhound är en hundras från USA, en coonhound. Den avlades fram i Louisiana under 1900-talet och används som jakthund, främst på tvättbjörn. Rasen är ännu ej godkänd av Fédération Cynologique Internationale (FCI), däremot har den registrerats av United Kennel Club sedan 1946 och American Kennel Club erkände rasen 2009. Även den australiska kennelklubben och Nya Zeelands kennelklubb erkänner rasen.
Bluetick coonhound har en päls som utmärks av en närmast blåaktig ton, beroende på att pälsen består av en blandning av vita och svarta hår. På huvudet förekommer tanfärgade tecken och det kan även förekomma tanfärgning på ben och tassar. Mankhöjden är 51–69 centimeter och vikten 20–36 kilogram. Hanhundar är större och tyngre än tikar. Livslängden för rasen är i genomsnitt 11–12 år.
I framavlandet av bluetick coonhound ingick spårande och drivande hundar som den franska grand bleu de gascogne och engelska foxhounds. Även blandrashundar, av den typ som benämns "cur dogs", ingick troligen i aveln.